# Salt Cay
Salt Cay è la seconda isola per grandezza dell'arcipelago delle Isole Turks, uno dei due grandi gruppi che formano il territorio britannico d'oltremare di Turks e Caicos nei Caraibi. La sua area è 6,74 km² (2,60 miglia quadrate) mentre la superficie dell'intero distretto di cui fa parte, che comprende anche alcune isole disabitate come la vicina Cotton Cay (1,1252 km²), è di 9,1 km². Al 2006 la popolazione era di 186 persone, tutte residenti nella capitale del distretto, Balfour Town, cittadina sulla costa occidentale fondata nel 1673.
Salt Cay è una piccola e piatta isola di forma triangolare con un lato maggiore di circa 3,2 km (circa 2 miglia) quasi del tutto ricoperta da saline. Nei tempi passati era infatti abitata da diverse centinaia di persone che si mantenevano principalmente grazie all'industria del sale.
Salt Cay è raggiungibile per via aerea; i voli della Caicos Express Airways arrivano sia dall'isola di Providenciales (un'isola nel nord ovest dell'arcipelago delle Caicos) che dall'isola di Grand Turk. Da Grand Turk parte inoltre un traghetto che opera tre volte a settimana ed impiega circa un'ora per percorrere i 13 km (8 miglia) di percorso.

## Storia
Quando l'esploratore (e conquistador) spagnolo Juan Ponce de León giunse sulle Isole nel 1512, queste erano ancora abitate dagli indigeni Arawak che però si estinsero poco dopo a causa delle malattia contratte dagli Europei e dei massacrati lavori forzati a cui questi li avevano costretti.
Alcuni abitanti delle Bermuda arrivarono sulle isole nel 1673 nella loro fuga dalla schiavitù e misero in piedi quella che sarebbe stata la principale industria per i successivi 300 anni: la produzione di sale dalla salamoia. Le isole passarono poi sotto il controllo dell'impero coloniale britannico nel 1766.
Era sale proveniente dalle isole Turks e Caicos quello utilizzato da George Washington per preservare le scorte del suo esercito durante la guerra d'indipendenza americana così come quello che le flotte di pescherecci canadesi e americane utilizzavano per salare il loro pescato.
Intorno agli anni venti e agli anni trenta, a causa di una serie di fattori tra cui la concorrenza, i costi e la mancanza di porti con acque profonde portarono l'industria alla fine, ogni volta, infatti, anche mezza dozzina di navi doveva rimanere ancorata al largo di Salt Cay aspettando il carico di sale che doveva essere traghettato a bordo. Nel film del 1941 Bahama Passage è possibile vedere l'industria del sale nel suo ultimo periodo.
Della passata industria del sale, oggi Salt Cay conserva solo delle rovine. L'isola è invece oggi famosa per i turisti che cercano spiagge non affollate e che vogliono dedicarsi ad attività come il whale watching o le immersioni subacquee. La fauna dell'isola comprende anche muli e capi di bestiame, discendenti da quelli utilizzati durante il fiorire dell'industria del sale, che pascolano liberi.

## Le megattere di Salt Cay
Le megattere delle isole di Salt Cay, Turks e Caicos e le megattere di Silver Bank sono alcune delle stesse che si potrebbero incontrare in una crociera di whale watching nel Stellwagen Bank National Marine Sanctuary sulle coste del Massachusetts, lungo le coste del Maine o ancora più a nord nelle acque dell'Islanda, della Groenlandia, di Terranova e del golfo di San Lorenzo.
Le isole di Salt Cay, Turks e Caicos sono infatti poste lungo l'annuale rotta migratoria delle megattere verso il Silver Bank, un'area a nord della Repubblica Dominicana, nel Mar dei Caraibi, dove le megattere sono solite incontrarsi ed anche partorire. Si tratta in particolare di una superficiale barriera corallina e di un altopiano calcareo sottomarino della superficie di 75 km². Si pensa che i cetacei scelgano questo luogo per partorire e svezzare i loro piccoli per via della protezione dalle forti onde oceaniche fornita dai numerosi ceppi di corallo che affiorano in superficie. Alcune stime mostrano che dalle 3 000 alle 5 000 megattere ogni anno passano attraverso le acque del Silver Bank fra dicembre e metà aprile, facendo di esso la più grande area per il parto e lo svezzamento, spesso chiamata "asilo nido", del mondo.
Great Sand Cay, sita a circa 14 km (9 miglia) a sud di Salt Cay, è stata, negli anni, la "sala di emergenza" per molte megattere incinta. Gli esemplari nati nelle acque attorno a Great Sand Cay e le loro madri così come altre megattere di passaggio sono spesso avvistati dai passeggeri di barche in transito o dalle spiagge di Salt Cay.